# 盆地で一位
盆地で一位（ぼんちでいちい）は、お笑い芸人で結成されたパンク・ロックバンド。名付け親はザ・プラン9の浅越ゴエ。

## メンバー
- 川島邦裕（野性爆弾）（1976年3月12日 - ）

ボーカル、ギター担当。滋賀県守山市出身。
- ロッシー（野性爆弾）（1975年4月6日 - ）

ベース担当。滋賀県守山市出身。
左利きだが、ベースは右利き（左利き用が高かったため）。
楽曲によってはリードボーカルも担当する。
- 後藤輝基（フットボールアワー）（1974年6月18日 - ）

ギター担当。大阪府大阪市東淀川区出身。
フットボールアワーとして多忙になってからは、スケジュールが合ったら参加するという形を繰り返しており、カネシゲからは「ボーナスキャラ」と呼ばれている。
- カネシゲタカシ（元ドレス）（1975年10月22日 - ）

ドラムス担当。大阪府出身。
お笑い芸人で作られたユニットだが、彼のみ芸人を引退しており、現在漫画家として活動している。

## 概要
1998年頃、川島を中心に前身が結成される。一時期はザ・プラン9結成前の鈴木つかさもドラマーとして在籍していた。2003年、インディーズアルバム『七対子』からの追加メンバーとして後藤が加入し、現在のメンバーになる。このアルバムが話題を呼び、梅田バナナホールで行ったライブには、会場のキャパを完全に超える700人を動員した。2008年2月20日、アルバム『一枚目』でメジャーデビューを果たし、同年4月、心斎橋アトランティックスにて、フルメンバーでは一年ぶりとなるシークレットライブを行った。
baseよしもと時代、当時の主要メンバー達で作られた限定シングル「SUMMER SMILE」では川島が作詞、盆地で一位が演奏を担当。
2丁拳銃主催の音楽イベント「曲者」（2004年に第1回公演）や小籔千豊主催の音楽イベント「コヤブソニック」（2008年に第1回公演）では皆勤賞を継続している。一時期はうめだ花月のオープニングに楽曲が使われていた。2014年にコヤブソニックが一旦ファイナルという形で幕を閉じて以降、事実上の活動休止状態である。2017年にコヤブソニックは復活したものの、盆地で一位は出演しなかった。なお川島とカネシゲは盆地で一位の活動を休止した後、新たにバンド「THE SESELAGEES」のメンバーとして活動している。
ポップ・パンクを基調としたキャッチーなサウンドとは裏腹に、歌詞はテレビで放送されないような過激なものが多い。メンバーの後藤曰く「一番テレビで言っても良いようなヤツ（ソフトな楽曲）を言うと、（それでも）3分間延々『ダッチワイフ』（という歌詞）しか言わない歌」と語っている（テレビ大阪『日本演芸保護の会 RED LIST』2013年8月29日放送分）。

## ディスコグラフィ
- 『水・水・水』 - インディーズ時代に発売。
  1. ジャパンブリッジ
  2. ホスリマス
  3. 信長の野望
  4. ゴルド&シルバ
  5. ハレルヤ
  6. ブスorベッピン
  7. アメリカンコンバット
  8. 坊さんの白い粉
  9. アースホールファイヤー
  10. だって…
- 『雷・雷・雷』 - インディーズ時代に発売。
  1. POPにいこーぜ
  2. LIKE A CRASH
  3. SHOCK
  4. 肉片
  5. 悲しいDEATHですが
  6. RUN RUNソバ
  7. L.I.P
  8. 四季
  9. JR
- 『砂・砂・砂』 - インディーズ時代に発売。
  1. ラララ
  2. 福祉の人間
  3. 13
  4. プッシーソング
  5. 自殺の歌
  6. 天狗ゴリラ
  7. 顔
  8. In to the night～夜の思い出～
  9. 鉄くず
- 『女・女・女』 - インディーズ時代に発売。
  1. ゆるやかなカーブ
  2. 青空の下
  3. Love Story for Nigger and Pussy
  4. 3ぞく
  5. アンチ・クライシス
  6. スターダスト☆スター
  7. ドブネズミの唄
  8. 世界は核の炎につつまれ 血で血を洗う国々に 悲しみの老婆。明日のない事を想い 我らは暴徒と化す。弱い者たちは殺され 強い者たちの世界に。
  9. ROCK'N THE THREE YEAR
  10. 地球
- 『七対子』 - インディーズ時代に発売。
  1. 全国人妻食べ歩き
  2. ヤンヤンヤン
  3. シュモリバディPART.2
  4. ピンクローター
  5. DHF
  6. ムーディーソング
  7. ドラマティック愛
  8. 不思議犬
  9. マンチルマル
  10. Follow you all around Just like me they long to be close to you
- 『一枚目』 - 2008年2月20日発売。
  1. カウパーさん家の冒険王
  2. JR
  3. ヤンヤンヤン
  4. 全国人妻食べ歩き
うめだ花月OPに使用。
  5. 好き好きスー
  6. アメリカン・コンバット
  7. ゆるやかなカーブ
  8. シュモリバディ PART2
  9. INTO THE NIGHT
  10. ムーディーソング
  11. BLOWING BLOWING
  12. ドラマチック愛
  13. SHOCK!
  14. だって…
  15. 悲しいすか